# Olympische Sommerspiele 2004/Leichtathletik – Speerwurf (Frauen)
Der Speerwurf der Frauen bei den Olympischen Spielen 2004 in Athen wurde am 25. und 27. August 2004 im Olympiastadion Athen ausgetragen. 45 Athletinnen nahmen teil.
Olympiasiegerin wurde die Kubanerin Osleidys Menéndez. Sie gewann vor der Deutschen Steffi Nerius und der Griechin Mirela Maniani.
Mit Christina Obergföll und Annika Suthe gingen neben Nerius zwei weitere deutsche Teilnehmerinnen an den Start. Beide schieden in der Qualifikation aus.

Athleten aus der Schweiz, Österreich und Liechtenstein waren nicht unter den Teilnehmerinnen.

## Aktuelle Titelträgerinnen
| Olympiasiegerin 2000                      | Trine Hattestad ( Norwegen)    | 68,91 m | Sydney 2000        |
| Weltmeisterin 2003                        | Mirela Maniani ( Griechenland) | 66,52 m | Paris 2003         |
| Europameisterin 2002                      | Mirela Maniani ( Griechenland) | 67,47 m | München 2002       |
| Panamerikanische Meisterin 2003           | Kim Kreiner ( USA)             | 60,86 m | Santo Domingo 2003 |
| Zentralamerika und Karibik-Meisterin 2003 | Laverne Eve ( Bahamas)         | 56,75 m | St. George’s 2003  |
| Südamerika-Meisterin 2003                 | Sabina Moya ( Kolumbien)       | 58,30 m | Barquisimeto 2003  |
| Asienmeisterin 2003                       | Ma Ning ( Volksrepublik China) | 57,05 m | Manila 2003        |
| Afrikameisterin 2004                      | Sunette Viljoen ( Südafrika)   | 60,13 m | Brazzaville 2004   |
| Ozeanienmeisterin 2002                    | Linda Selui ( Neukaledonien)   | 47,90 m | Christchurch 2002  |

## Rekorde

### Bestehende Rekorde
| Weltrekord         | 71,54 m | Osleidys Menéndez ( Kuba)   | Rethymno auf Kreta, Griechenland | 1. Juli 2001       |
| Olympischer Rekord | 68,91 m | Trine Hattestad ( Norwegen) | Finale OS Sydney, Australien     | 30. September 2000 |

### Rekordverbesserungen
Der bestehende olympische Rekord wurde zweimal verbessert. Außerdem gab es einen neuen Landesrekord.
- Olympische Rekorde:
  - 69,41 m – Osleidys Menéndez (Kuba), Qualifikation am 25. August, erster Versuch
  - 71,53 m – Osleidys Menéndez (Kuba), Finale am 27. August, erster Versuch
- Landesrekord:
  - 63,07 m – Tetjana Ljachowytsch (Ukraine), Qualifikation am 25. August, dritter Versuch

## Legende
Kurze Übersicht zur Bedeutung der Symbolik – so üblicherweise auch in sonstigen Veröffentlichungen verwendet:
| – | verzichtet                            |
| x | ungültig                              |
| r | Wettkampf nicht fortgesetzt (retired) |

Anmerkungen:
- Alle Zeitangaben sind auf Ortszeit Athen (UTC+2) bezogen.
- Alle Weiten sind in Metern (m) angegeben.

## Qualifikation
Die Qualifikation wurde in zwei Gruppen durchgeführt. Elf Athletinnen (hellblau unterlegt) übertrafen die direkte Finalqualifikationsweite von 61,00 m. Damit war die Mindestanzahl von zwölf Finalteilnehmerinnen nicht erfüllt. So wurde das Finalfeld mit der nächstbesten Werferin (hellgrün unterlegt) beider Gruppen auf zwölf Wettbewerberinnen aufgefüllt. Für die Teilnahme waren schließlich 60,97 Meter zu erbringen.

### Gruppe A

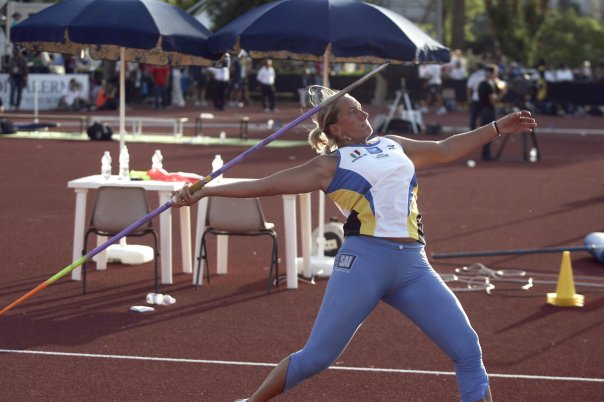
Claudia Coslovich – ausgeschieden mit 60,58 m

25. August 2004, 19:00 Uhr
| Platz | Name                   | Nation              | 1. Versuch | 2. Versuch | 3. Versuch | Weite | Anmerkung |
| ----- | ---------------------- | ------------------- | ---------- | ---------- | ---------- | ----- | --------- |
| 1     | Osleidys Menéndez      | Kuba                | 69,41 OR   | –          | 00–        | 69,41 | OR        |
| 2     | Tetjana Ljachowytsch   | Ukraine             | 59,43      | 57,35      | 63,07 NR   | 63,07 | NR        |
| 3     | Savva Lika             | Griechenland        | 58,29      | 62,22      | 00–        | 62,22 |           |
| 4     | Steffi Nerius          | Deutschland         | 57,67      | 60,30      | 62,14      | 62,14 |           |
| 5     | Felicia Țilea-Moldovan | Rumänien            | 52,10      | 59,06      | 62,05      | 62,05 |           |
| 6     | Barbara Madejczyk      | Polen               | 59,20      | 61,18      | 00–        | 61,18 |           |
| 7     | Taina Kolkkala         | Finnland            | 61,16      | –          | 00–        | 61,16 |           |
| 8     | Mirela Manjani         | Griechenland        | 56,92      | x          | 61,04      | 61,04 |           |
| 9     | Claudia Coslovich      | Italien             | 60,58      | x          | 00x        | 60,58 |           |
| 10    | Christina Obergföll    | Deutschland         | 60,41      | 58,47      | 56,67      | 60,41 |           |
| 11    | Ma Ning                | Volksrepublik China | 59,80      | 55,30      | 57,03      | 59,80 |           |
| 12    | Mercedes Chilla        | Spanien             | 54,12      | x          | 58,45      | 58,45 |           |
| 13    | Barbora Špotáková      | Tschechien          | 55,39      | 58,20      | 00x        | 58,20 |           |
| 14    | Jarmila Klimešová      | Tschechien          | 55,89      | 55,62      | 57,70      | 57,70 |           |
| 15    | Walerija Sabruskowa    | Russland            | 57,51      | 57,53      | 55,47      | 57,53 |           |
| 16    | Paula Huhtaniemi       | Finnland            | 56,88      | x          | 00x        | 56,88 |           |
| 17    | Ilze Gribule           | Lettland            | 54,82      | 54,92      | 51,95      | 54,92 |           |
| 18    | Chang Jung-yeon        | Südkorea            | 00x        | 50,54      | 53,93      | 53,93 |           |
| 19    | Dalila Rugama          | Nicaragua           | 47,81      | 51,42      | 46,18      | 51,42 |           |
| 20    | Natallia Shymchuk      | Belarus             | 51,23      | x          | 48,11      | 51,23 |           |
| 21    | Leryn Franco           | Paraguay            | 49,17      | 48,20      | 50,37      | 50,37 |           |
| 22    | Romina Maggi           | Argentinien         | 46,00      | 48,57      | 48,58      | 48,58 |           |
| NM    | Jekaterina Iwakina     | Russland            | 00x        | r          |            | ogV   |           |

Weitere in Qualifikationsgruppe A ausgeschiedene Speerwerferinnen:

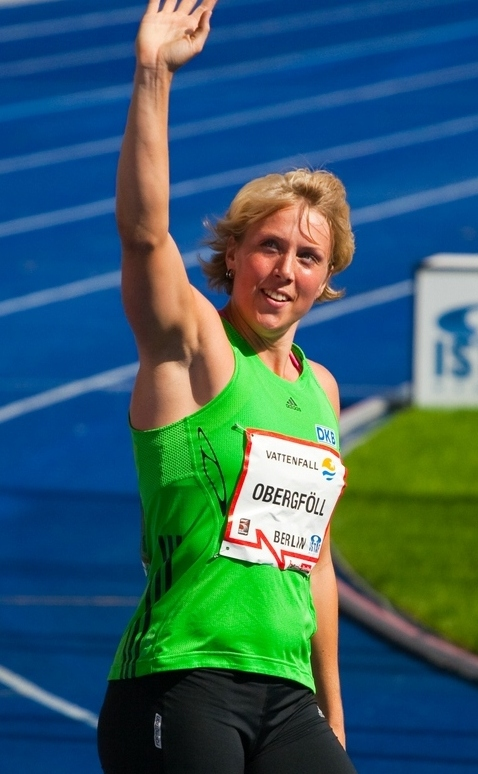
Christina Obergföll – 60,14 m
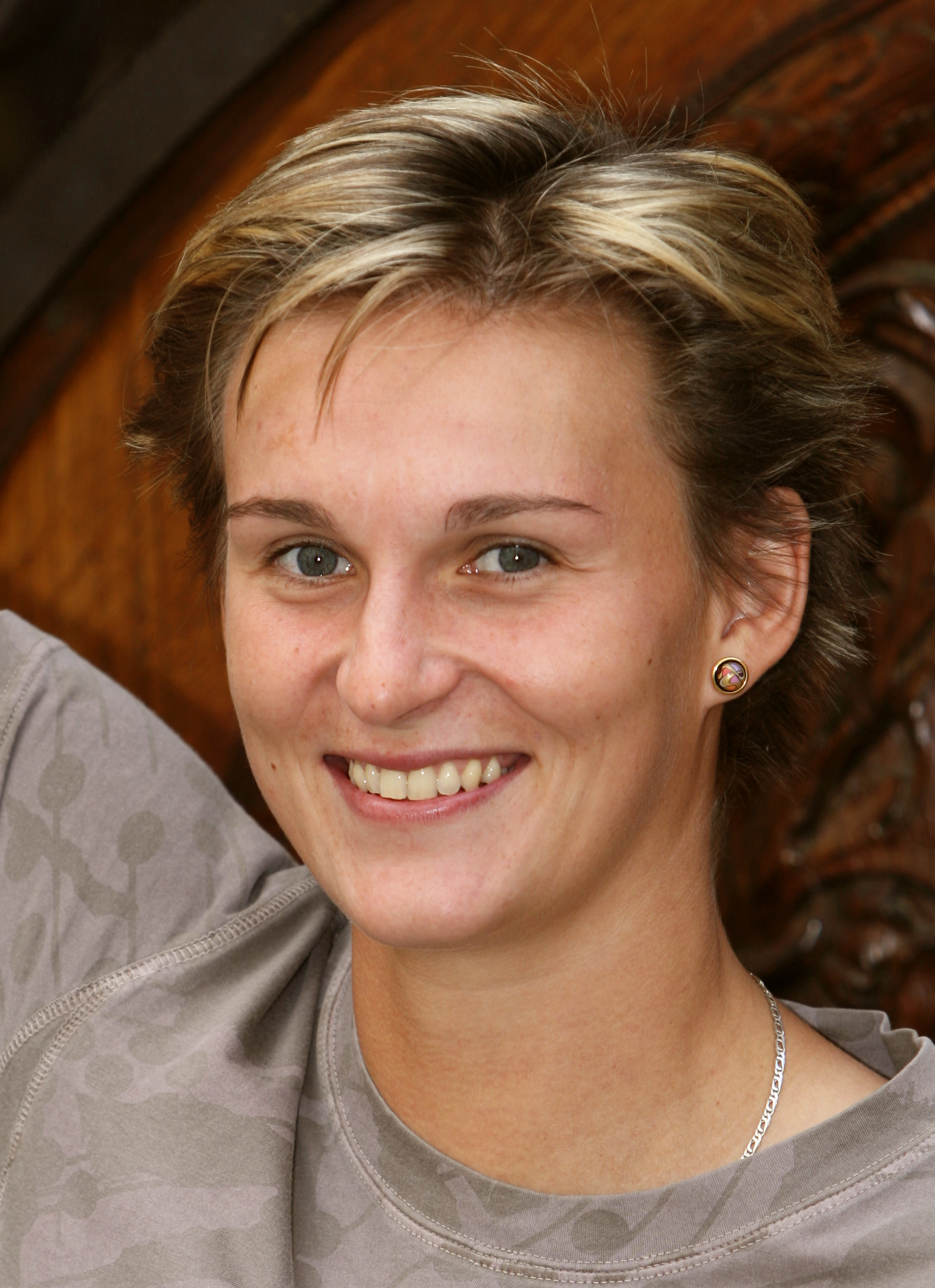
Barbora Špotáková – 58,20 m
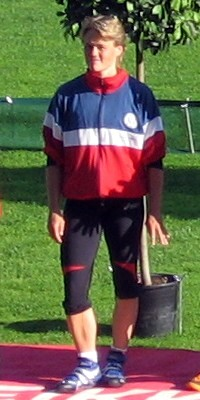
Paula Huhtaniemi – 56,88 m
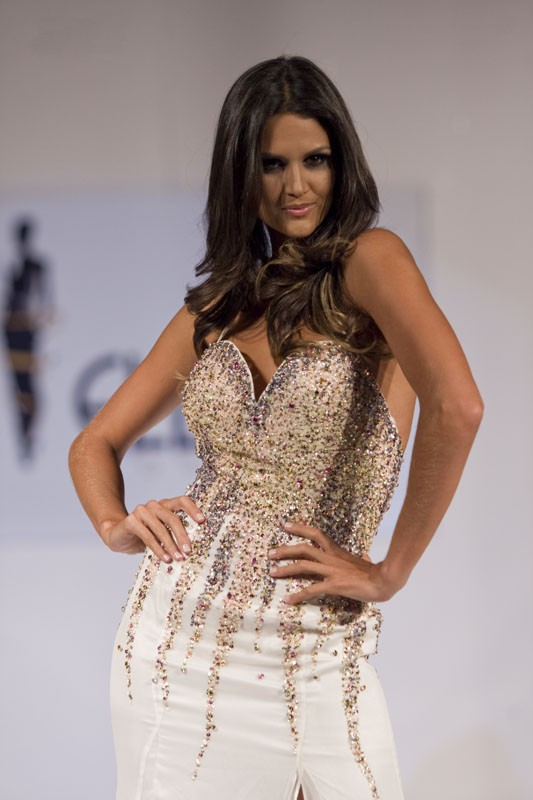
Leryn Franco (hier als Model) – 50,37 m

### Gruppe B
- Mikaela Ingberg – ausgeschieden
mit 60,80 m
- Katherine Sayers – ausgeschieden
mit 59,11 m

25. August 2004, 20:35 Uhr
| Platz | Name                 | Nation              | 1. Versuch | 2. Versuch | 3. Versuch | Weite |
| ----- | -------------------- | ------------------- | ---------- | ---------- | ---------- | ----- |
| 1     | Nikola Brejchová     | Tschechien          | 64,39      | –          | –          | 64,39 |
| 2     | Laverne Eve          | Bahamas             | 62,11      | –          | –          | 62,11 |
| 3     | Sonia Bisset         | Kuba                | 61,45      | –          | –          | 61,45 |
| 4     | Noraida Bicet        | Kuba                | 59,45      | 60,61      | 60,97      | 60,97 |
| 5     | Mikaela Ingberg      | Finnland            | 60,70      | 59,08      | 60,80      | 60,80 |
| 6     | Nikolett Szabó       | Ungarn              | 60,20      | 59,06      | 54,60      | 60,20 |
| 7     | Zuleima Araméndiz    | Kolumbien           | 58,77      | 58,99      | 59,94      | 59,94 |
| 8     | Ageliki Tsiolakoudi  | Griechenland        | 56,21      | 57,88      | 59,64      | 59,64 |
| 9     | Katherine Sayers     | Großbritannien      | 59,11      | 53,64      | x          | 59,11 |
| 10    | Annika Suthe         | Deutschland         | 58,70      | 56,81      | 55,62      | 58,70 |
| 11    | Aïda Sellam          | Tunesien            | 57,76      | 52,77      | 53,22      | 57,76 |
| 12    | Oxana Jarygina       | Russland            | 57,57      | 54,20      | 50,28      | 57,57 |
| 13    | Christina Scherwin   | Dänemark            | 56,79      | 55,26      | 56,86      | 56,86 |
| 14    | Elisabetta Marin     | Italien             | 54,43      | x          | 56,34      | 56,34 |
| 15    | Rita Ramanauskaitė   | Litauen             | 55,17      | x          | x          | 55,17 |
| 16    | Khristina Georgieva  | Bulgarien           | 49,69      | 54,65      | 55,13      | 55,13 |
| 17    | Moonika Aava         | Estland             | x          | 53,41      | 54,96      | 54,96 |
| 18    | Sunette Viljoen      | Südafrika           | 52,71      | 54,45      | 53,28      | 54,45 |
| 19    | Xue Juan             | Volksrepublik China | 52,97      | x          | x          | 52,97 |
| 20    | Liliya Doʻsmetova    | Usbekistan          | 49,86      | 50,92      | 52,46      | 52,46 |
| 21    | Kim Kreiner          | USA                 | 52,18      | x          | 51,46      | 52,18 |
| 22    | Patsy Serafina Akeli | Samoa               | 45,93      | 45,64      | 43,84      | 45,93 |

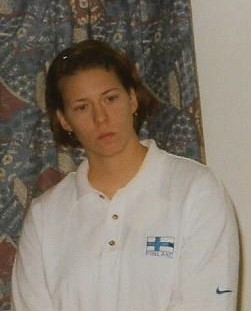
Mikaela Ingberg – ausgeschieden mit 60,80 m
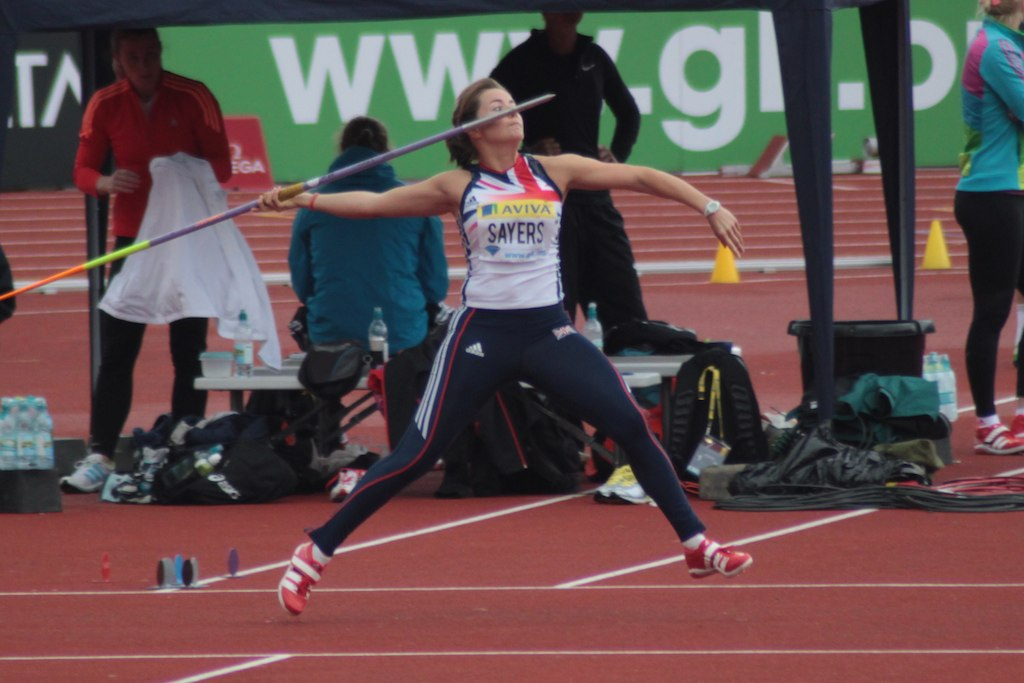
Katherine Sayers – ausgeschieden mit 59,11 m

Weitere in Qualifikationsgruppe B ausgeschiedene Spperwerferinnen:

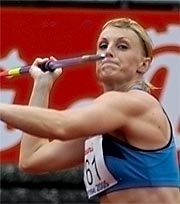
Christina Scherwin – 56,86 m
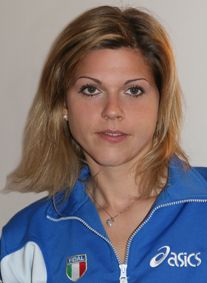
Elisabetta Marin – 56,34 m
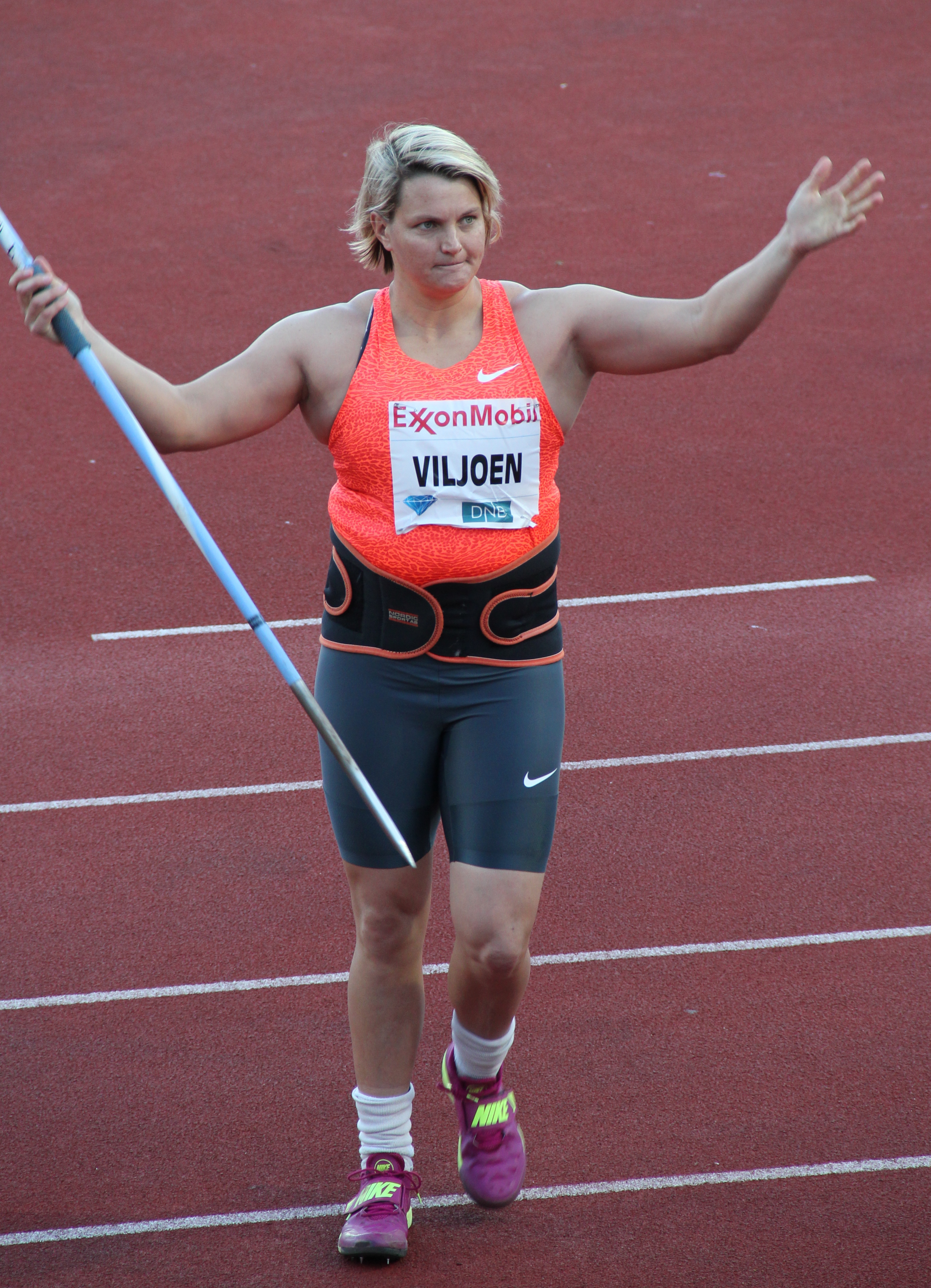
Sunette Viljoen – 54,45 m
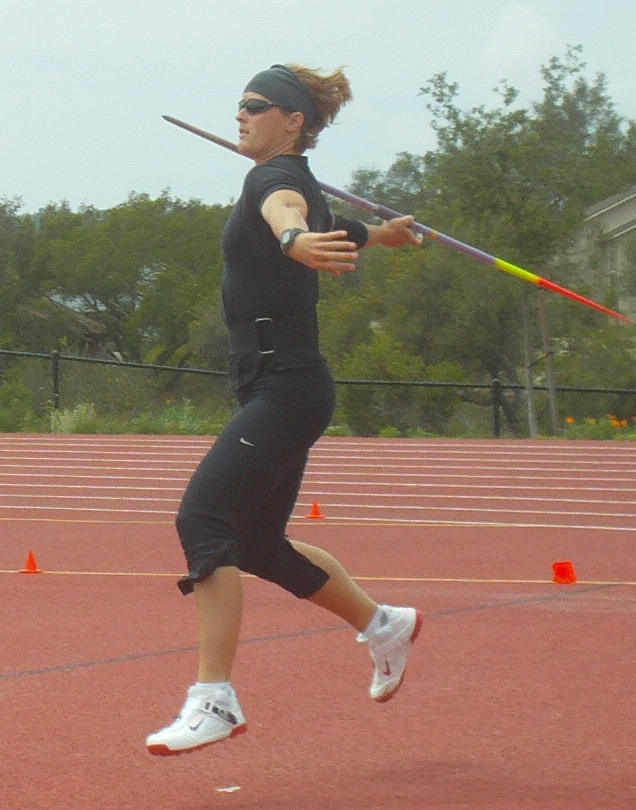
Kim Kreiner – 52,18 m

## Finale
27. August 2004, 20:55 Uhr
| Platz | Name                   | Nation       | 1. Versuch | 2. Versuch | 3. Versuch | 4. Versuch                                  | 5. Versuch                                  | 6. Versuch                                  | Endresultat | Anmerkung |
| ----- | ---------------------- | ------------ | ---------- | ---------- | ---------- | ------------------------------------------- | ------------------------------------------- | ------------------------------------------- | ----------- | --------- |
| 1     | Osleidys Menéndez      | Kuba         | 71,53 OR   | x          | 65,41      | 68,60                                       | 63,64                                       | –                                           | 71,53       | OR        |
| 2     | Steffi Nerius          | Deutschland  | 63,02      | 60,58      | x          | x                                           | 63,60                                       | 65,82                                       | 65,82       |           |
| 3     | Mirela Manjani         | Griechenland | 62,29      | 63,61      | x          | 62,20                                       | x                                           | 64,29                                       | 64,29       |           |
| 4     | Nikola Brejchová       | Tschechien   | 62,46      | 63,77      | 64,23      | x                                           | 63,77                                       | 62,55                                       | 64,23       |           |
| 5     | Sonia Bisset           | Kuba         | 61,93      | 59,58      | 60,39      | 60,32                                       | 60,20                                       | 63,54                                       | 63,54       |           |
| 6     | Laverne Eve            | Bahamas      | 57,25      | 58,09      | 62,77      | 58,50                                       | x                                           | 59,02                                       | 62,77       |           |
| 7     | Noraida Bicet          | Kuba         | 62,36      | 60,64      | 60,70      | 62,51                                       | 60,41                                       | 61,61                                       | 62,51       |           |
| 8     | Tetjana Ljachowytsch   | Ukraine      | 59,52      | 57,26      | 61,75      | x                                           | 57,39                                       | 55,70                                       | 61,75       |           |
|       |                        |              |            |            |            |                                             |                                             |                                             |             |           |
| 9     | Savva Lika             | Griechenland | 58,58      | 60,91      | 60,53      | nicht im Finale der besten acht Werferinnen | nicht im Finale der besten acht Werferinnen | nicht im Finale der besten acht Werferinnen | 60,91       |           |
| 10    | Taina Kolkkala         | Finnland     | 60,72      | 58,53      | 60,69      | nicht im Finale der besten acht Werferinnen | nicht im Finale der besten acht Werferinnen | nicht im Finale der besten acht Werferinnen | 60,72       |           |
| 11    | Felicia Țilea-Moldovan | Rumänien     | 58,04      | 57,42      | 59,72      | nicht im Finale der besten acht Werferinnen | nicht im Finale der besten acht Werferinnen | nicht im Finale der besten acht Werferinnen | 59,72       |           |
| 12    | Barbara Madejczyk      | Polen        | 54,54      | 56,43      | 58,22      | nicht im Finale der besten acht Werferinnen | nicht im Finale der besten acht Werferinnen | nicht im Finale der besten acht Werferinnen | 58,22       |           |

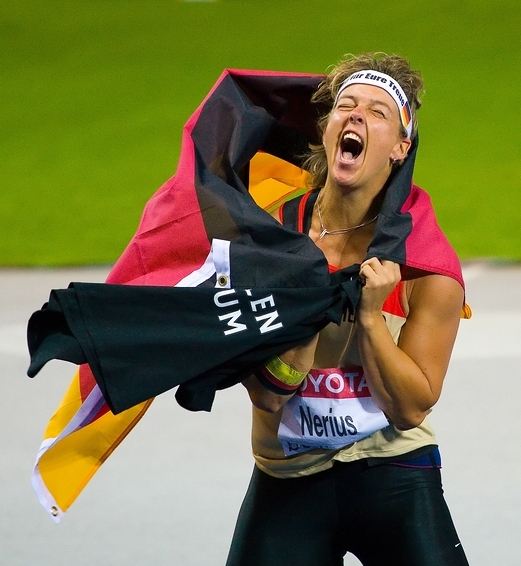
Silbermedaillengewinner Steffi Nerius (hier bei ihrem WM-Sieg 2009)

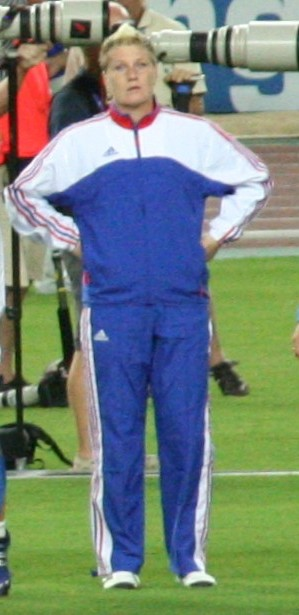
Die viertplatzierte Nikola Brejchová verpasste Bronze nur um sechs Zentimeter

Für das Finale hatten sich zwölf Athletinnen qualifiziert, elf von ihnen über die Qualifikationsweite, eine weitere über ihre Platzierung. Vertreten waren drei Kubanerinnen und zwei Griechinnen sowie je eine Teilnehmerin von den Bahamas, aus Deutschland, Finnland, Polen, Rumänien, Tschechien und der Ukraine.
Favoritinnen für den Speerwurf waren vor allem die amtierende Welt- und Europameisterin Mirela Maniani aus Griechenland sowie die kubanische Weltrekordlerin und Weltmeisterin von 2001 Osleidys Menéndez. Aber es gab weitere Athletinnen mit guten Medaillenchancen. Zu ihnen gehörten die WM-Dritte von 2003 und Vizeeuropameisterin Steffi Nerius aus Deutschland, die finnische WM-Vierte von 2003 und EM-Dritte Mikaela Ingberg sowie die kubanische WM-Dritte von 2001 und WM-Sechste von 2003 Sonia Bisset. Von ihnen erreichte Ingberg allerdings nicht das Finale.
Im Finale degradierte die Weltrekordlerin Menéndez ihre Gegnerinnen fast zu Statistinnen. Gleich ihr erster Wurf landete bei 71,53 m, womit sie ihren eigenen Weltrekord nur um einen Zentimeter verfehlte. Die Konkurrentinnen kämpften hinter ihr jetzt eigentlich nur noch um die nach Gold verbleibenden Medaillen und Platzierungen. Und da ging es sehr eng zu. Nerius lag im ersten Durchgang mit 63,02 m an zweiter Stelle vor der Tschechin Nikola Brejchová, die 62,46 m geworfen hatte, und der Mitfavoritin Manjani mit 62,29 m. In Runde zwei zogen Brejchová mit 63,77 m und Manjani mit 63,61 m an Nerius vorbei, die jetzt Vierte war. Mit 65,41 m unterstrich Menéndez im dritten Durchgang noch einmal ihre Klasse, Brejchová steigerte sich auf 64,23 m und festigte damit zunächst einmal ihren zweiten Rang. Laverne Eve von den Bahamas gelangen 62,77 m und lag damit nur noch knapp hinter Nerius auf Platz fünf.
Zu Beginn der letzten drei Finaldurchgänge gelang Menéndez mit 68,20 m wieder ein sehr weiter Wurf, mit dem sie ihre Führung noch einmal untermauerte. Die dritte Kubanerin Noraida Bicet verbesserte sich mit 62,51 m auf den sechsten Platz. Zwischen den Rängen zwei und sechs wurde es damit immer enger, der Kampf um Silber blieb offen. In der vorletzten Runde steigerte sich Nerius auf 63,60 m, blieb jedoch weiter auf Rang vier, es fehlte ihr ein Zentimeter zu einer Medaille. Ansonsten gab es trotz einiger guter Weiten keine weiteren Veränderungen. Der letzte Durchgang hatte es dann noch einmal in sich. Menéndez konnte gefahrlos auf ihren Wurf verzichten. Nerius gelangen 65,82 m, womit sie sich um zwei Positionen auf Rang zwei verbesserte. Die Weltmeisterin Manjani warf 64,29 m und verdrängte damit Brejchová aus den Medaillenrängen. Dahinter steigerte sich Bisset auf 63,54 m, was ihr in der Endabrechnung Platz fünf einbrachte.
So waren alle Entscheidungen gefallen. Osleidys Menéndez wurde überlegene Olympiasiegerin mit neuem olympischen Rekord. Steffi Nerius gewann die Silber-, Mirela Manjani die Bronzemedaille. Um sechs Zentimeter geschlagen kam Nikola Brejchová auf den vierten Platz vor Sonia Bisset und Laverne Eve.

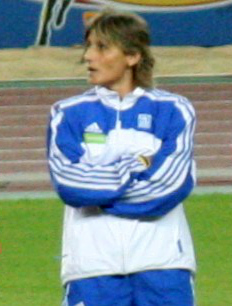
Savva Lika belegte Rang neun
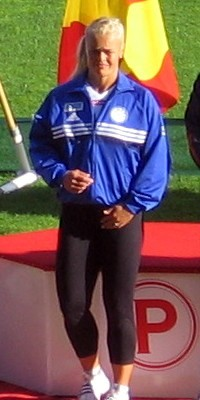
Taina Kolkkala erreichte Platz zehn
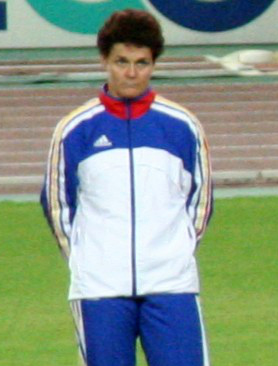
Felicia Țilea-Moldovan kam auf den elften Platz
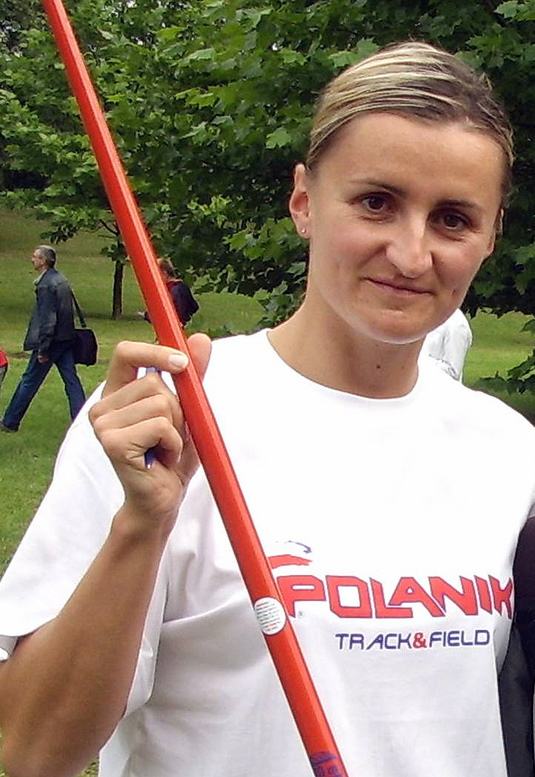
Barbara Madejczyk wurde Olympiazwölfte

## Videolinks
- Athens 2004 Olympic games - Javelin woman final, youtube.com, abgerufen am 17. Mai 2018
- Osleidys Menéndez (Cuba) javelin 71.53 meters (first attempt) 2004 Olympics Athens (Gold Medal), youtube.com, abgerufen am 28. Februar 2022
- Steffi Nerius (Germany) javelin 65.82 meters (final attempt) 2004 Olympics Athens (Silver Medal), youtube.com, abgerufen am 28. Februar 2022
- Nikola Brejchová (Czech Republic) javelin (2 attempts) 2004 Olympics Athens, youtube.com, abgerufen am 28. Februar 2022